# 韩金铭
韩金铭（1969年2月28日—），中国足球运动员，曾经入选中国国家队。

## 球员生涯
韩金铭是足球职业化伊始天津队的首位队长以及进攻核心，善于在两个边路活动，球风硬朗泼辣。1987年进入天津二队，在同年联赛中有上佳表现。1989年被选送至荷兰留学训练。1990年他与范志毅、蔡晟、郝海东、江津、黎兵等代表国奥队参加当年的甲A联赛，1991年回到天津队。他凭借率领天津从1994年甲B升入甲A的出色表现而入选了国家队，参加了1996年亚洲杯足球赛，在对阵叙利亚队的比赛中出场。1996年甲A联赛第6轮对阵八一队的比赛中，由于对时任主教练蔺新江将其换下感到不满而在场边与之发生口角，随后蔺新江辞职，韩金铭也开始逐渐淡出主力阵容，其位置开始被初出茅庐的于根伟和孙建军所取代。1997年，韩金铭转会前卫寰岛，却从此一蹶不振，因为伤病等各种原因再无法恢复状态。1999年，他重返天津，但此时的天津却已经有了于根伟、张效瑞等新核心，韩金铭很少获得上场机会，就于次年转投云南红塔。但是不久后他即在训练中遭遇较严重的伤病，随即宣布退役。

## 执教生涯
退役后的韩金铭曾多年在甘肃从事青少年足球运动员培养，也曾短暂出任过新的呼和浩特滨海主教练，后来担任天津松江足球俱乐部副总经理及球队梯队教练。2012年底离开球队，如今担任广州富力队足校教练。
| 體育角色    | 體育角色                    | 體育角色    |
| ----------- | --------------------------- | ----------- |
| 前任： 王凯 | 天津三星队长 1993年－1996年 | 繼任： 高飞 |